# Cooking Papa
Cooking Papa (クッキングパパ, Kukkingu Papa) é uma série de mangá seinen escrita e ilustrada por Tochi Ueyama. Os capítulos da série são serializados na revista de antologia de mangá Weekly Morning desde 1985. A editora Kodansha compila estes capítulos e os publica em volumes do formato tankōbon, com o primeiro volume sido publicado em 18 de janeiro de 1986, e atualmente a série possui 151 volumes publicados, sendo uma das séries de mangá mais longa por número de volumes de todos os tempos. A história gira em torno de um homem assalariado que cozinha muito bem. Receitas completas para os pratos apresentados em cada capítulo do mangá são fornecidos no final de cada capítulo. O mangá ganhou o prêmio especial no 39º Prêmio de Mangá Kodansha.
O manga foi adaptada para uma série de anime de 151 episódios de mesmo nome, animado pelo estúdio Eiken e dirigida por Toshitaka Tsunoda. A série anime foi originalmente transmitida no Japão na TV Asahi entre abril de 1992 e maio de 1995. Uma adaptação em um dorama de live-action do mangá estreou na Fuji TV em 29 de agosto de 2008.

## Enredo
A história gira em torno de Kazumi Araiwa, um homem assalariado que cozinha bem. Ele compartilha seu amor de cozinhar com os seus amigos, colegas de trabalho e família.[carece de fontes?]

## Mídias

### Mangá
Cooking Papa é uma série de mangá seinen escrita e ilustrada por Tochi Ueyama. Os capítulos da série são serializados na revista de mangá Weekly Morning desde 1985. A editora Kodansha compila e publica estes capítulos individuais em volumes tankōbon, com o primeiro volume sido publicado em 18 de janeiro de 1986, e atualmente a série possui 151 volumes publicados.

### Anime
A versão em anime de Cooking Papa foi exibida na TV Asahi em 9 de abril de 1992 a 25 de maio de 1995. Foi produzida pelo estúdio Eiken e dirigida por Tochi Ueyama. A série do anime possui 151 episódios. Em 2015 o anime voltou a ser exibido na Tokyo MX em comemoração ao 30º aniversário do mangá.